# Gaedia lauta
Gaedia lauta är en tvåvingeart som beskrevs av Richter 1969. Gaedia lauta ingår i släktet Gaedia och familjen parasitflugor. Inga underarter finns listade i Catalogue of Life.